# Parafia Trójcy Przenajświętszej w Jaworznie
Parafia Trójcy Przenajświętszej – rzymskokatolicka parafia położona we wsi Jaworzno (gmina Rudniki). Parafia należy do dekanatu krzepickiego w archidiecezji częstochowskiej.

## Historia parafii
Powstanie parafii datowane jest na XIV wiek. Na początku XVI wieku, arcybiskup gnieźnieński Jan Łaski, zmienił jej status na filię i włączył do parafii w Parzymiechach. Taki stan trwał do początków XX wieku. 9 listopada 1919 roku, biskup Stanisław Zdzitowiecki reerygował ponownie parafie. Obecny, drewniany Kościół Trójcy Przenajświętszej został zbudowany ma początku XVI wieku.

## Liczebność i zasięg parafii
Parafię zamieszkuje 1850 osób, swym zasięgiem duszpasterskim obejmuje ona miejscowości:
- Jaworzno,
- Jaworzno Bankowe
- Julianpol,
- Mirowszczyznę,
- Mostki,
- Polesie,
- Słowików.

### Szkoły i przedszkola
- Publiczne Przedszkole w Jaworznie,
- Publiczna Szkoła Podstawowa w Jaworznie.

## Duszpasterze

### Proboszczowie od 1925 roku
- ks. Stanisław Wieczorek (1925–1932)[3]
- ks. Józef Piekieliński (1932–1941),
- ks. Fryderyk Piecha (1945–1949),
- ks. Kazimierz Wątrobiński (1949–1963),
- ks. Zbigniew Lewiński (1963–1971),
- ks. Marian Gąsiorowski (1971–1987)[3]
- ks. Kazimierz Kołodziejczak (1987–2004)[3]
- ks. Stanisław Sudoł (2004–2014)
- ks. Piotr Smugorzewski (2014–2018)
- ks. Tadeusz Król (2018-2022)
- ks. Piotr Janiec (2022–)

### Księża pochodzący z parafii
- o. Eugeniusz Klimiński Pallotyn (SAC),
- ks. Stanisław Wolny.